# Boybuloq
Boybuloq (auch bekannt als Boy-Bulok und Boj-Bulok, usbekisch Boybuloq; russisch Бой-Булок) ist eine Karsthöhle in Usbekistan und die tiefste Höhle in Zentralasien sowie in ganz Asien, abgesehen von dessen westlichem Teil. Die Höhle ist 1517 m tief und 18.400 m lang, wobei sich der Haupteingang auf einer Höhe von 2647 m befindet. Sie liegt am Rand des Baisuntau-Gebirgszugs, einem südlichen Ausläufer des Hissargebirges, im Südosten des Landes. Das nächstgelegene Dorf ist Dehibolo, nordöstlich von Boysun.
Die Höhle entstand im verdeckten Karst der Ober- und Mitteljurazeitlichen Kalke, in monoklinalen Schichten, im erhaltenen Flügel einer Antiklinale. Die Kalksteinschichten sind 200 bis 350 Meter mächtig. Anders als die meisten Kalksteinhöhlen wurde Boybuloq nicht durch eindringendes Wasser von der Oberfläche gebildet. Da das lösliche Gestein von unlöslichen Schichten bedeckt ist, entstand die Höhle durch Kondensation. Daher besteht sie hauptsächlich aus sehr engen Gängen, die entlang des Einfallswinkels der Schichten absteigen, gelegentlich unterbrochen von vertikalen Schächten mit einer Tiefe von maximal 30 m, und endet in einem unpassierbaren Siphon.
Die Höhle wurde seit 1984 von russischen Höhlenforschern im Rahmen des Sverdlovskaja Gorodskaja Speleosekcija (SGS) und der Vereinigung der Ural-Höhlenforscher (ASU) erkundet, mit Beteiligung von Höhlenforschern aus Italien, Großbritannien, der Slowakei, Frankreich und der Schweiz (in chronologischer Reihenfolge).

## Namensgebung
Nach einem seltenen Regenereignis im ansonsten sehr trockenen Bergklima begann ein kleiner Bach aus dem Höhleneingang zu fließen. Dieses Phänomen wurde als Boybuloq bezeichnet, eine Verschmelzung der Wörter boy und buloq, die im Usbekischen wie auch im Tadschikischen „reicher Quell“ bedeuten.

## Frühe Geschichte

Der erste Entdecker

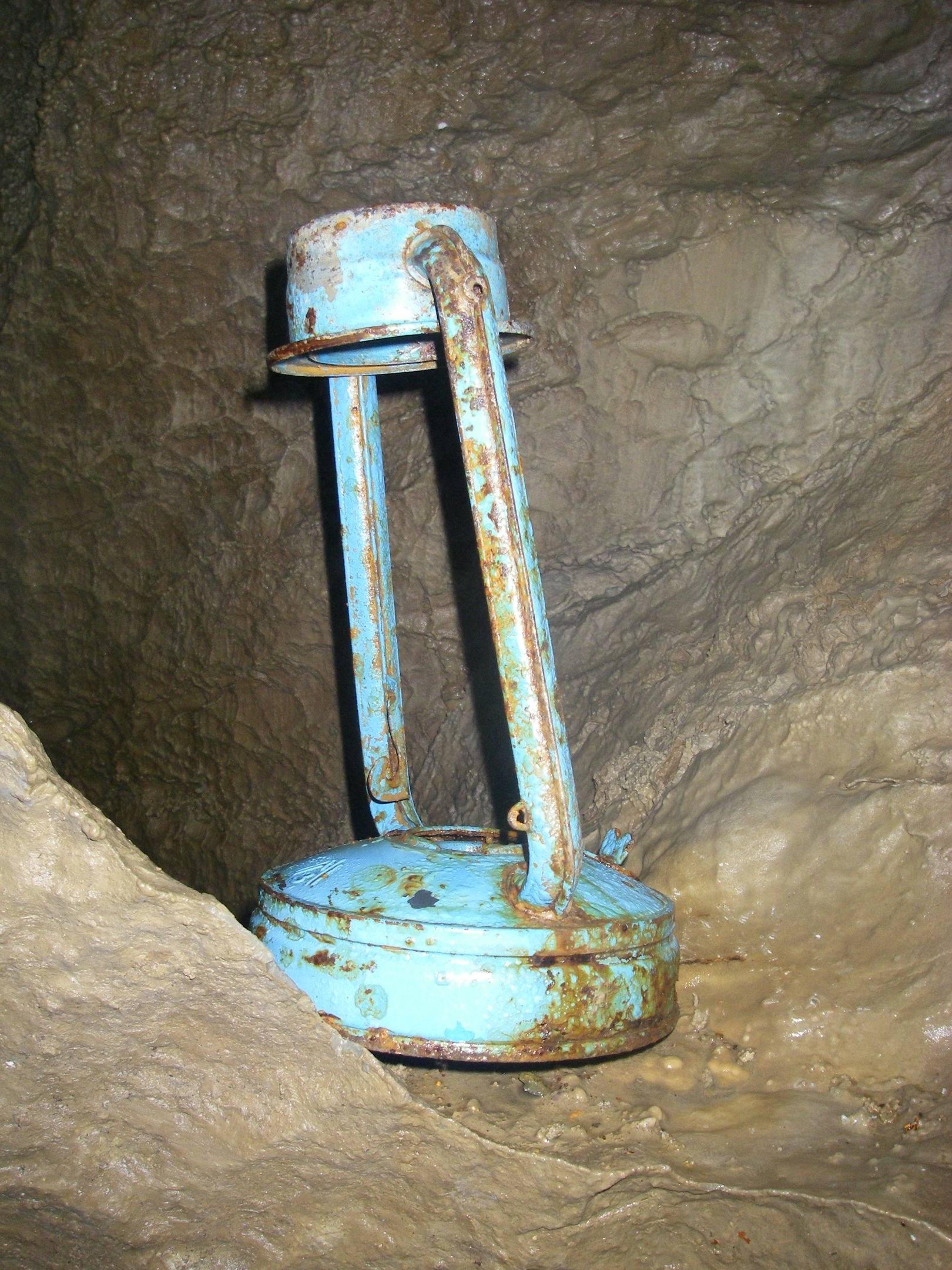
Mustafos Öllampe

Die Höhle war der lokalen Bevölkerung seit der Antike bekannt, da aus ihrem Eingang ein Wasserlauf den ansonsten sehr trockenen Berghang hinabfließt. Im Winter wird das auf einer Höhe von 1750 m gelegene Dorf Dehibolo, dessen Name „das höchste Dorf“ bedeutet, durch Schnee von der Außenwelt abgeschnitten. Im Sommer können die wenigen Quellen, die die Bewohner mit Wasser versorgen, versiegen.
Im Mai 1970 begab sich Mustafo Zokirovič Holmominov (* 1917), ein Bauer aus Dehibolo, mit seinem Sohn Hudojberdi (* 1955) auf eine vierstündige Wanderung zur Höhle (8 km), begleitet von drei Eseln. Die Höhle war ihm bekannt, er hatte sie zuvor bereits mehrmals besucht. In der Höhle wollte Mustafo beten. Nach etwa einer Stunde Krabbeln erreichte er einen Punkt in der Nähe des ersten Schachts, wo seine Petroleumlaterne erlosch. Im Dunkeln verlor er die Orientierung und stürzte in den Abgrund, was zu seinem Tod führte. Hudojberdi wartete zwei Tage am Eingang, bis Dorfbewohner aus Dehibolo kamen und ihn mit Gewalt nach Hause zurückbrachten.
Junge Männer aus Dehibolo versuchten im Sommer und in den folgenden Jahren, Mustafo in der Höhle zu finden, jedoch ohne Erfolg. Seine Überreste wurden erst 1985 während der ersten speleologischen Erkundung der Höhle entdeckt.

## Erkundung

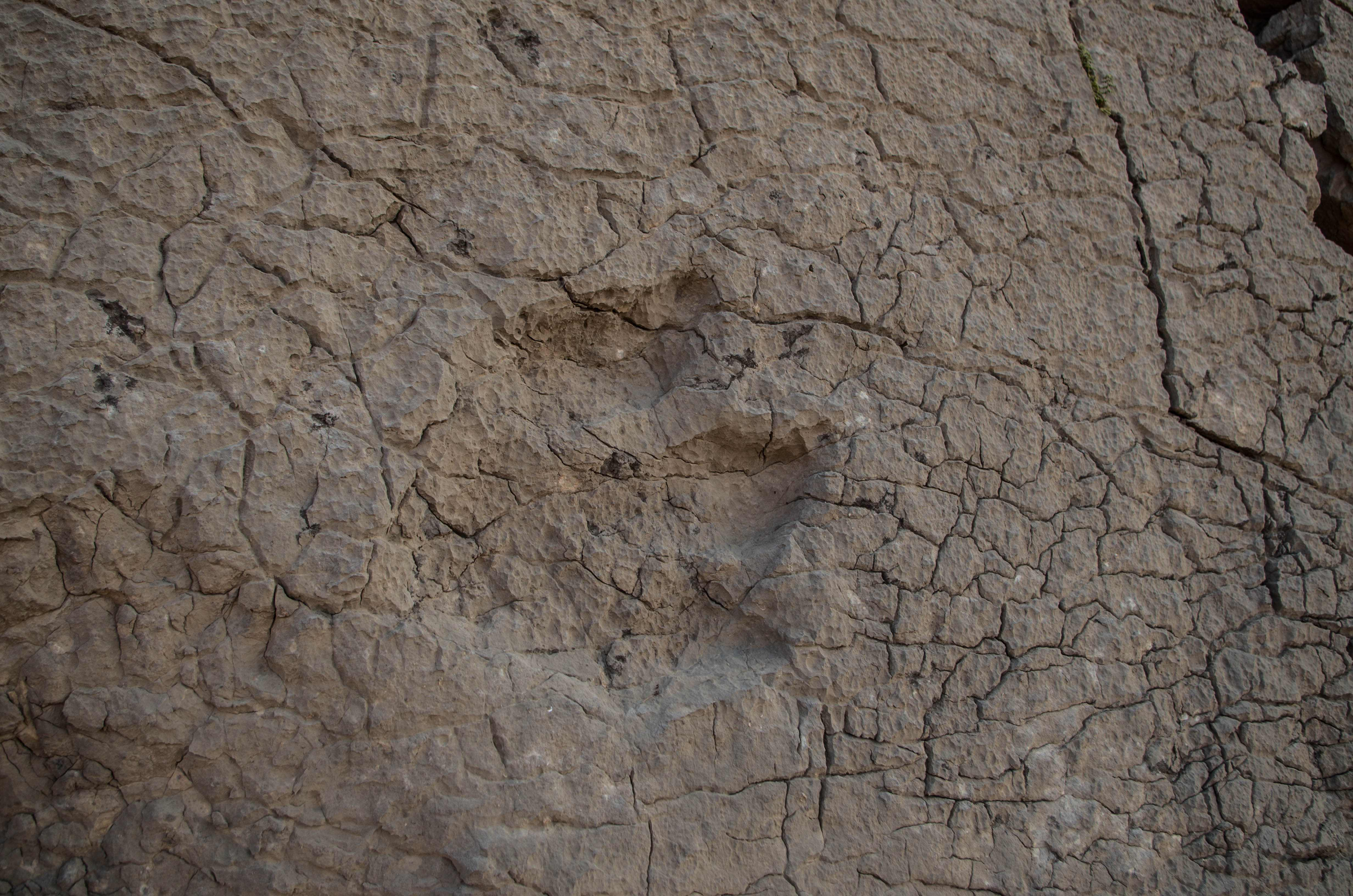
40 × 40 cm großer fossiler Dinosaurier-Fußabdruck im Canyon, der zur Boybuloq-Höhle führt

Nach der Entdeckung der Kiev-Höhle im Jahr 1972 auf dem Kirktau-Plateau in Usbekistan, auf 2340 m über dem Meeresspiegel, wurde diese in den folgenden Jahren bis zu einer Tiefe von 990 m erforscht und war in den Jahren 1977–1978 die tiefste Höhle der UdSSR. Russische Höhlenforscher aus Jekaterinburg (SGS) begannen Ende der 1970er und Anfang der 1980er Jahre, nach neuen tiefen Höhlen in der Region zu suchen. Im Mai 1981 entdeckten sie die Zindan-Höhle (später in Urals-Zenkov-Höhle umbenannt) auf 3100 m über dem Meeresspiegel im Ketmenʼ-Čapta-Rücken. Die Quelle dieser Höhle lag auf 1300 m und deutete auf die Möglichkeit einer sehr tiefen Höhle hin. Bis Januar 1983 wurde eine Tiefe von 565 m erreicht, jedoch war der abschließende Siphon zu eng für ein Tauchen. Trotz zahlreicher Erkundungsreisen im Sommer 1983 blieb der Erfolg aus, bis 1984 eine Expedition im Khodja-Gur-Gur-Ata-Massiv mehrere vielversprechende Eingänge fand.
Während einer größeren Expedition im Jahr 1985 wurde eine Gruppe von fünf Mitgliedern entsandt, um die Oberflächen des Surkhantau-Gebirgszuges nach neuen Höhlen zu durchsuchen. Im Dorf Kurgancha auf 1455 m Höhe hörten sie von einer Höhle namens Boybuloq, in die ein Dorfbewohner aus Dehibolo 1970 gegangen war und nicht zurückgekehrt war. Der Höhleneingang, auf 2647 m Höhe gelegen, wurde entlang eines Bachbettes entdeckt. Der Zugang begann mit einem 7 Meter langen Kriechtunnel durch flüssigen Schlamm, gefolgt von einem hohen, aber engen Mäander, der sich 600 Meter lang aufwärts zog, bevor er in eine Senke abfiel. Bald stießen sie auf eine 27 Meter tiefe Grube, am Boden fanden sie menschliche Überreste, die Mustafo Zokirovič Holmominov gehörten.
Die Höhlen in dieser Region, einschließlich Boybuloq, bestehen aus engen und schwer passierbaren Gängen, die nur begrenzte Rettungsmöglichkeiten bieten. Sergej Kuklev, ein Mitglied des SGS-Teams, beschrieb eine typische Passage:

„Ich fragte Ilija so ruhig wie möglich, ob es seiner Meinung nach bequemer sei, den engen Meander oben oder unten zu durchqueren. Nach einigem Überlegen antwortete er, dass die untere Wahl zweifellos bequemer sei. Und so kroch ich, wie eine Flunder plattgedrückt, in ein Loch unter den Felsen, gerade breit genug für meinen Kopf. Natürlich blieb ich stecken. Der Höhlenanzug, überall zerrissen, ließ nicht los, also musste ich anhalten, um Luft zu holen ... Nur Gott oder seine eigene Kraft kann einem in Boybuloq steckengebliebenen Menschen helfen – zwei Leute zusammen passen einfach nicht in einen engen Korridor. Bei einer früheren Expedition stürzte ein Höhlenforscher aus 17 Metern Höhe und brach sich beide Beine. Alles, was wir tun konnten, war, Schmerzmittel bereitzuhalten. Es dauerte zwei Tage, bis er sich alleine aus der Höhle herauskämpfte ...“

Profil der Boybuloq-Höhle mit Oberflächenstruktur

In den darauffolgenden Jahren fanden weitere Expeditionen statt: 1986 erreichte die Höhle −400 m, 1987 −500 m und die Überreste von Zokirov wurden seiner Familie übergeben. 1988 wurde ein Siphon auf −600 m freigetaucht, und ein neuer Zweig der Höhle wurde entdeckt, der bis −900 m führte. 1989 erreichte ein sowjetisch-italienisches Team den End-Siphon bei −1158 m und kletterte auf +156 m, was eine Gesamttiefe von 1310 m ergab. 1990 erweiterten ein sowjetisch-britisches Team die Höhle auf +222 m (Gesamttiefe 1376 m). Die internationale Beteiligung an den Entdeckungen spiegelt sich an der Benennung von drei bedeutenden Höhlensektionen wider: den italienischen, englischen und russischen Tunneln.

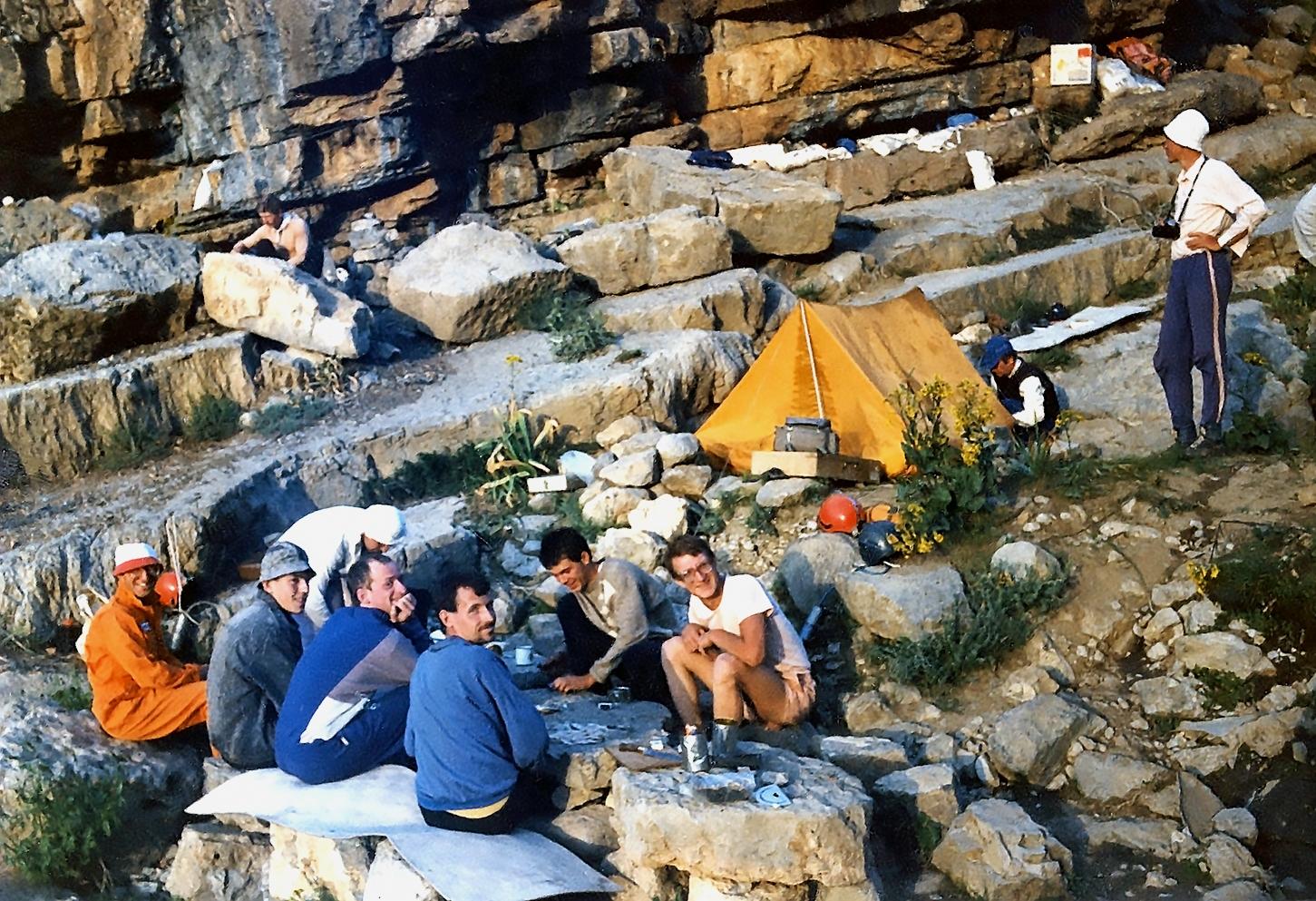
Expeditionslager bei der Boybuloq-Höhle, 1992

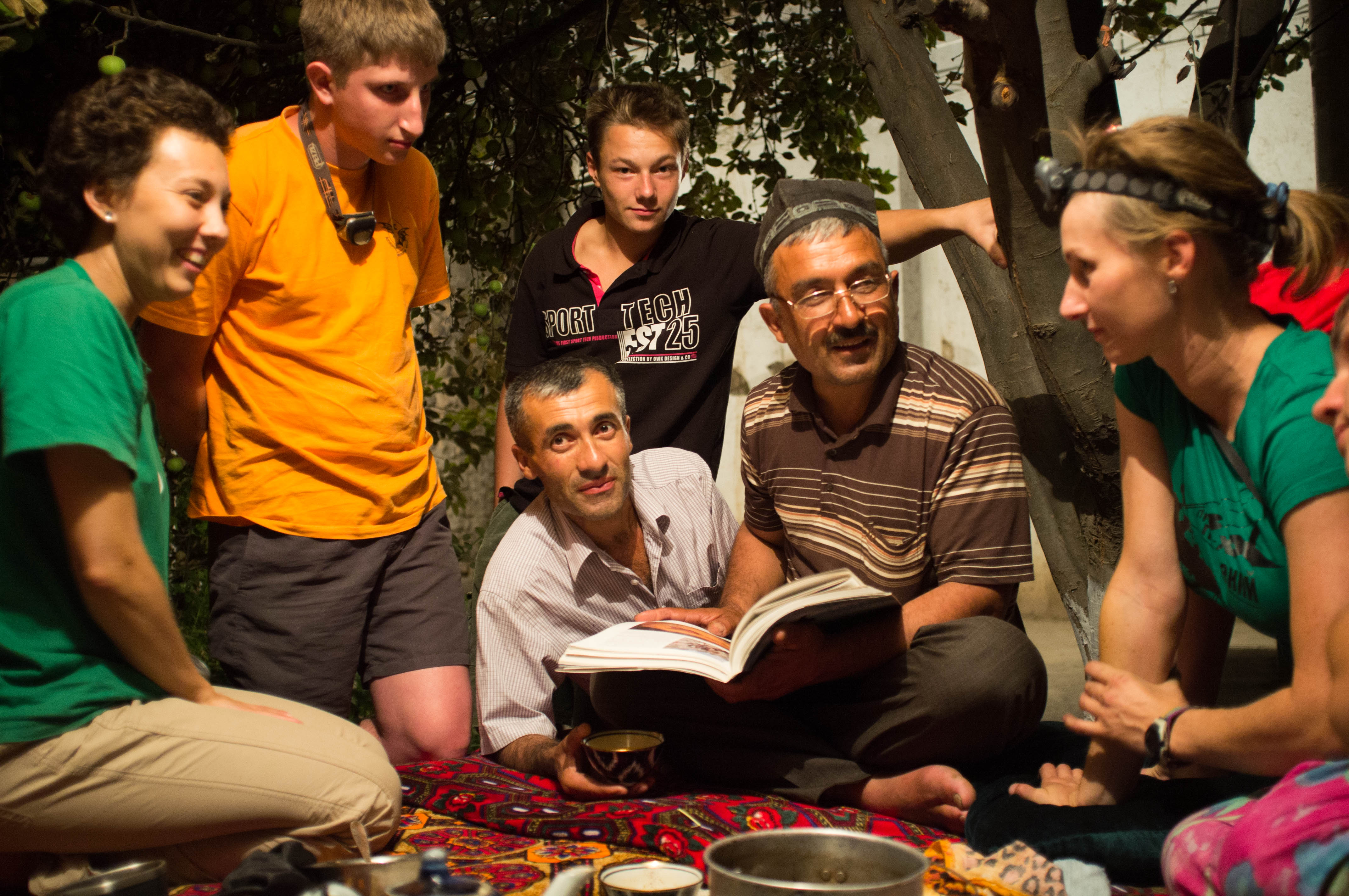
Expeditionsmitglieder mit Sadyk Džuraev aus Dehibolo, 2013

1991 wurden die unteren Ebenen des neuen Höhlenastes entdeckt, und 1992 wurde ein zusätzlicher, aufsteigender Schacht erklommen, der +257 m erreichte und eine endgültige Höhlentiefe von 1415 m ergab. 1995 wurde ein großer Einsturz in der Höhle durchgraben, 1998 blieb ein Tauchgang im Siphon bei −560 m erfolglos, und auch die Quelle Holtan-Čašma, wo das Wasser des End-Siphons der Höhle austritt, wurde betaucht. Die Quelle liegt 130 m unterhalb des End-Siphons, während die horizontale Entfernung 7 km beträgt, weshalb die verbindenden Passagen höchstwahrscheinlich unter Wasser liegen. In den folgenden Jahren wirkten sich die Turbulenzen nach dem Zusammenbruch der Sowjetunion negativ auf Höhlenexpeditionen aus, sodass die SGS-Höhlenforscher erst 2007 nach Usbekistan zurückkehrten, um die Boybuloq-Höhle erneut zu erkunden, was in den darauffolgenden Jahren fast jährlich geschah. Neue Passagen in der Boybuloq-Höhle wurden entdeckt und erforscht, doch die Höhlentiefe blieb unverändert. Tauchgänge in der Quelle Holtan-Čašma wurden 2014, 2015 und 2016 wieder aufgenommen, wobei in einer horizontalen Entfernung von 170 m und einer Tiefe von 18 m ein linsenförmiger Hohlraum erreicht wurde, dessen enge, nach unten verlaufende Schlitze jedoch zu eng waren, um sie zu passieren.
Während der Expedition 2021, organisiert von SGS und ASU, kartierte ein Vermessungsteam die 2016 erkundeten, aufsteigenden Tunnel im neuen Ast der Höhle. Die Vermessungsdaten zeigten, dass der höchste erreichte Punkt, wo der Tunnel sich in ein noch unpassierbares Loch mit starkem Luftzug verengt, sich 272 m über dem Höhleneingang befindet. Die Amplitude der Boybuloq-Höhle stieg von 1415 m, die 1992 erreicht worden war, auf 1430 m, und die Länge der Höhle nahm auf 15.212 m zu.

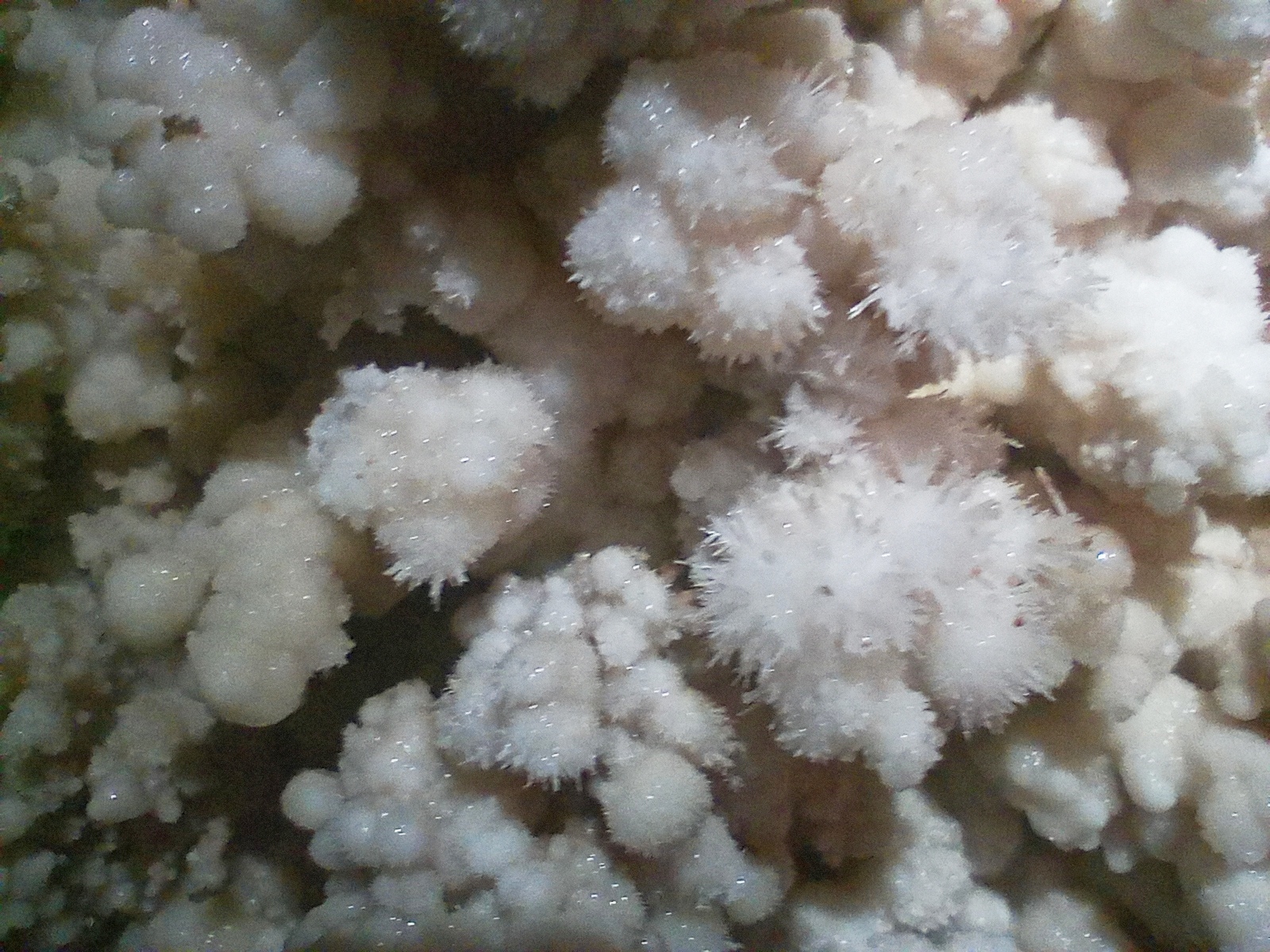
Kalksteinkristalle über dem Camp Zero

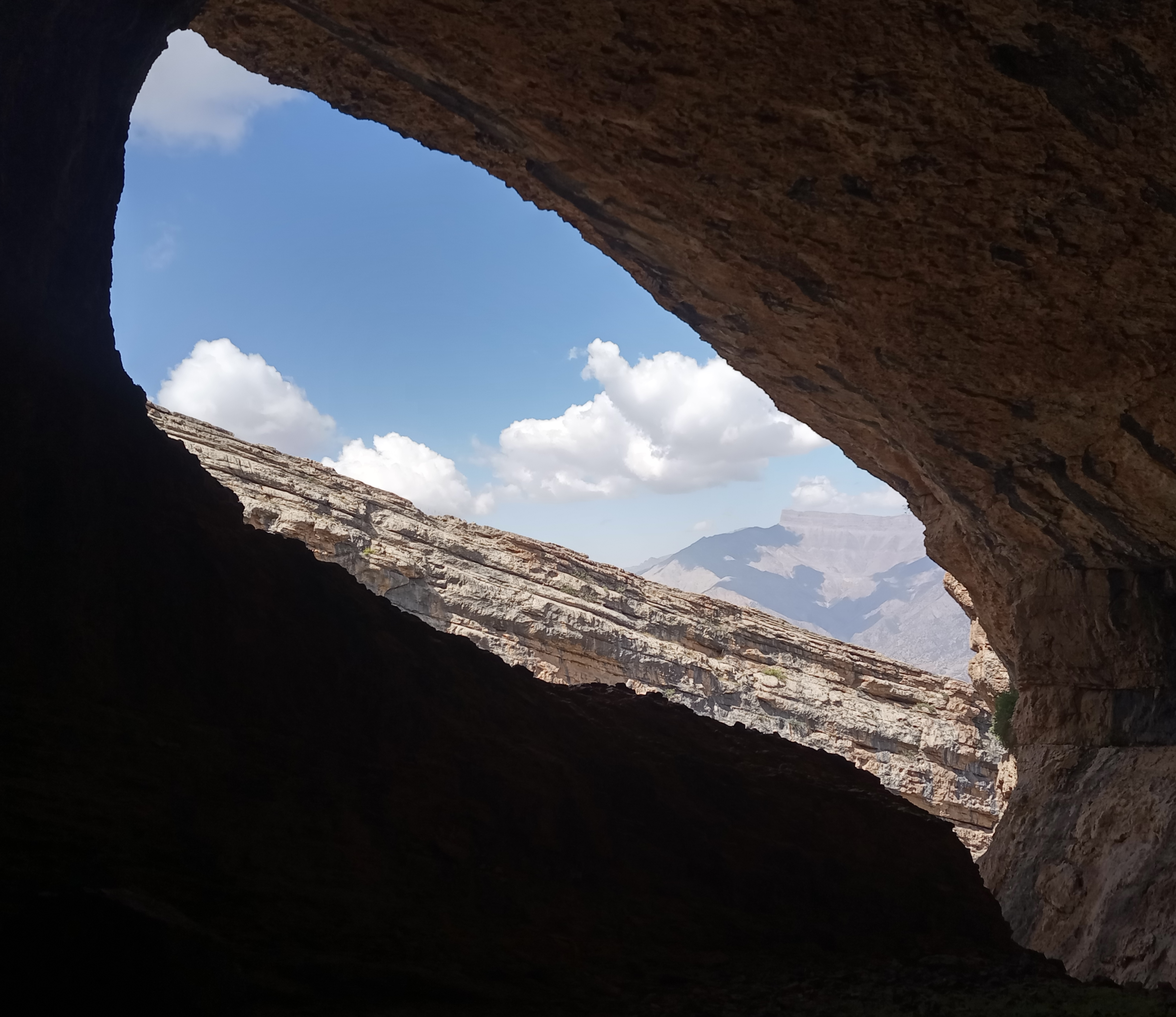
Grotte oberhalb von Boybuloq

Im August 2022 fand eine 20-köpfige russische Expedition unter der Leitung von Vadim Loginov statt, erneut organisiert von SGS und ASU. Das Basislager wurde auf 2770 m Höhe (120 m über der Höhle) errichtet. Ziel war es, eine Verbindung zur Višnevskij-Höhle zu erkunden. Vier Arbeitsgruppen waren im Einsatz. Die Tauchgruppe, bestehend aus zwei Personen, erforschte drei Siphone. Zwei waren zu eng, der dritte wurde erfolgreich durchquert. Ein großer Tunnel folgte, doch aufgrund fehlender Ausrüstung für das Klettern nach den Siphonen wurde die Erkundung verschoben. Die Erkundungsgruppe untersuchte Nebenpassagen und enge Mäander in der Umgebung. Es wurden mehrere kleine Tunnel gefunden, die alle in Engstellen endeten, ohne Luftzug in Richtung Višnevskij. Die Klettergruppe untersuchte die oberen Etagen der Höhle, entdeckte mehrere geschlossene Kreisläufe und kletterte einen 170 m hohen Schacht, der in einen Tunnel überging, vermutlich in Richtung Višnevskij. Aus Zeitgründen kehrten sie um. Die Grabungsgruppe arbeitete an Engstellen in Richtung Višnevskij und drang etwa 20 m vor, fand jedoch keinen Luftzug. Die Höhlentiefe blieb unverändert, etwa 1 km neue Tunnel wurden erforscht, aber nicht vermessen.

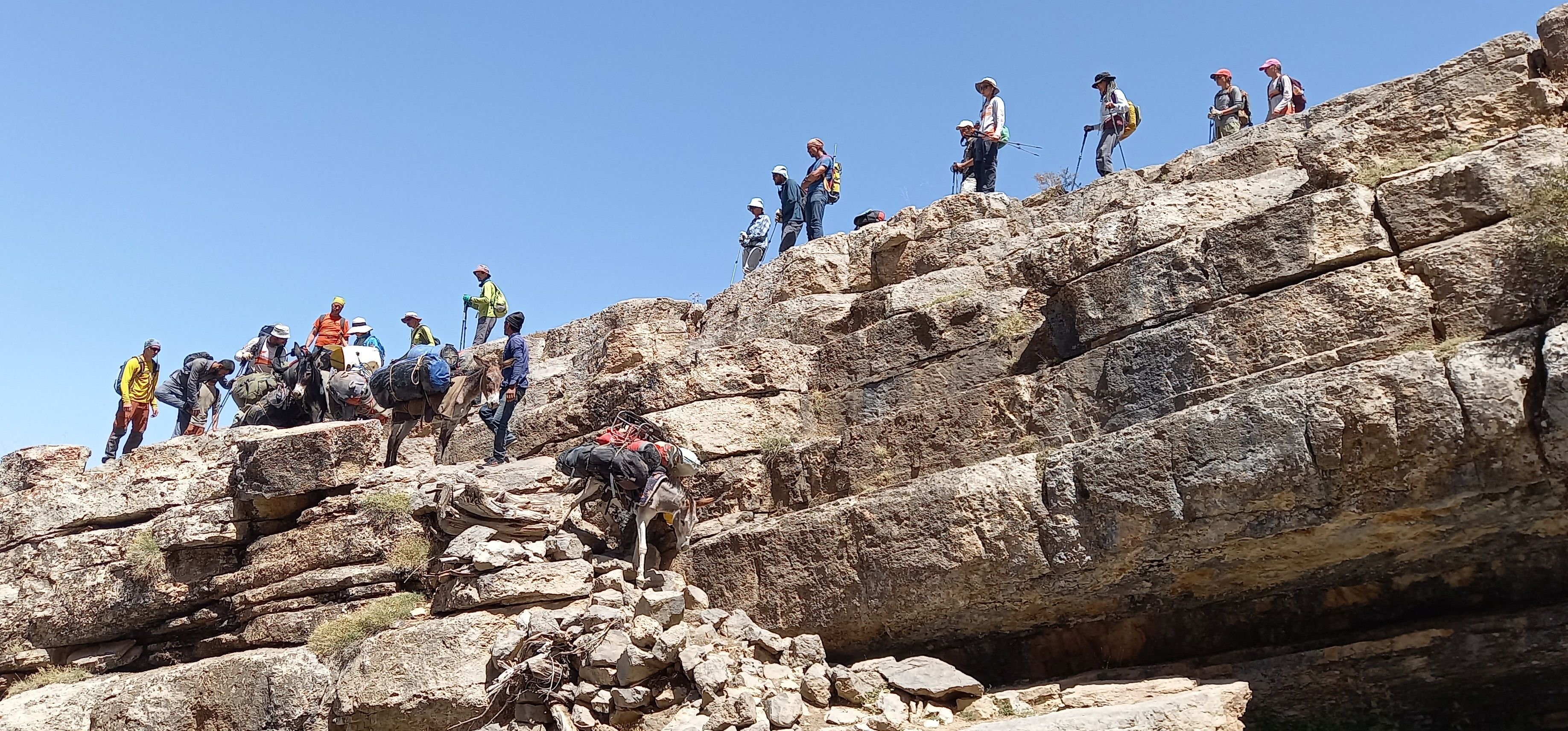
Abstieg in den Boybuloq-Canyon, unterhalb des Höhleneingangs

Im August 2023 arbeitete eine große, 33-köpfige Expedition, darunter ein Teilnehmer aus Taiwan und einer aus Tschechien, sowohl in der Boybuloq- als auch in der Višnevskij-Höhle. In der Höhle Boybuloq arbeitete die Grabungsgruppe an der engsten Stelle zur Višnevskij-Höhle, kam um 20 m voran, fand jedoch keinen Luftzug. Die Klettergruppe entdeckte neue Galerien und folgte den Tunneln und Schloten Richtung Višnevskij. Auf dem 170 m hohen Schacht folgte ein Tunnel, der 666 m lang war und mit einem Einsturz endete.
Speläothem-Proben wurden in der Lunnaja-Höhle (oberhalb der Višnevskij-Tunnel) entnommen und am Institut für Geowissenschaften der Nationaluniversität Taiwan analysiert. Am höchsten Punkt der Boybuloq-Höhle, 270 m über dem Eingang, wurde ein neues Lager eingerichtet, von dem aus ein enger Durchgang mit starkem Luftzug erweitert wurde. 4 m wurden freigelegt. Eine andere Gruppe arbeitete vom Camp Zero (auf Höhe des Boybuloq-Eingangs), entdeckte einen schmalen Tunnel, der in Richtung des Chulbair-Grats führte, und durchquerte 1,5 km Tunnel, von denen Teile vermessen wurden. Am letzten Tag der Expedition wurde mit einem Höhenmesser die Höhe des letzten erreichten Punktes gemessen, wodurch die Amplitude der Boybuloq-Höhle erheblich erweitert wurde. Der Tunnel setzt sich fort, die Erkundung musste jedoch aus Zeitgründen abgebrochen werden. Nach der Expedition betrug die neue Tiefe der Boybuloq-Höhle 1517 m, ihre Länge 18,4 km.

## Višnevskij-Höhle

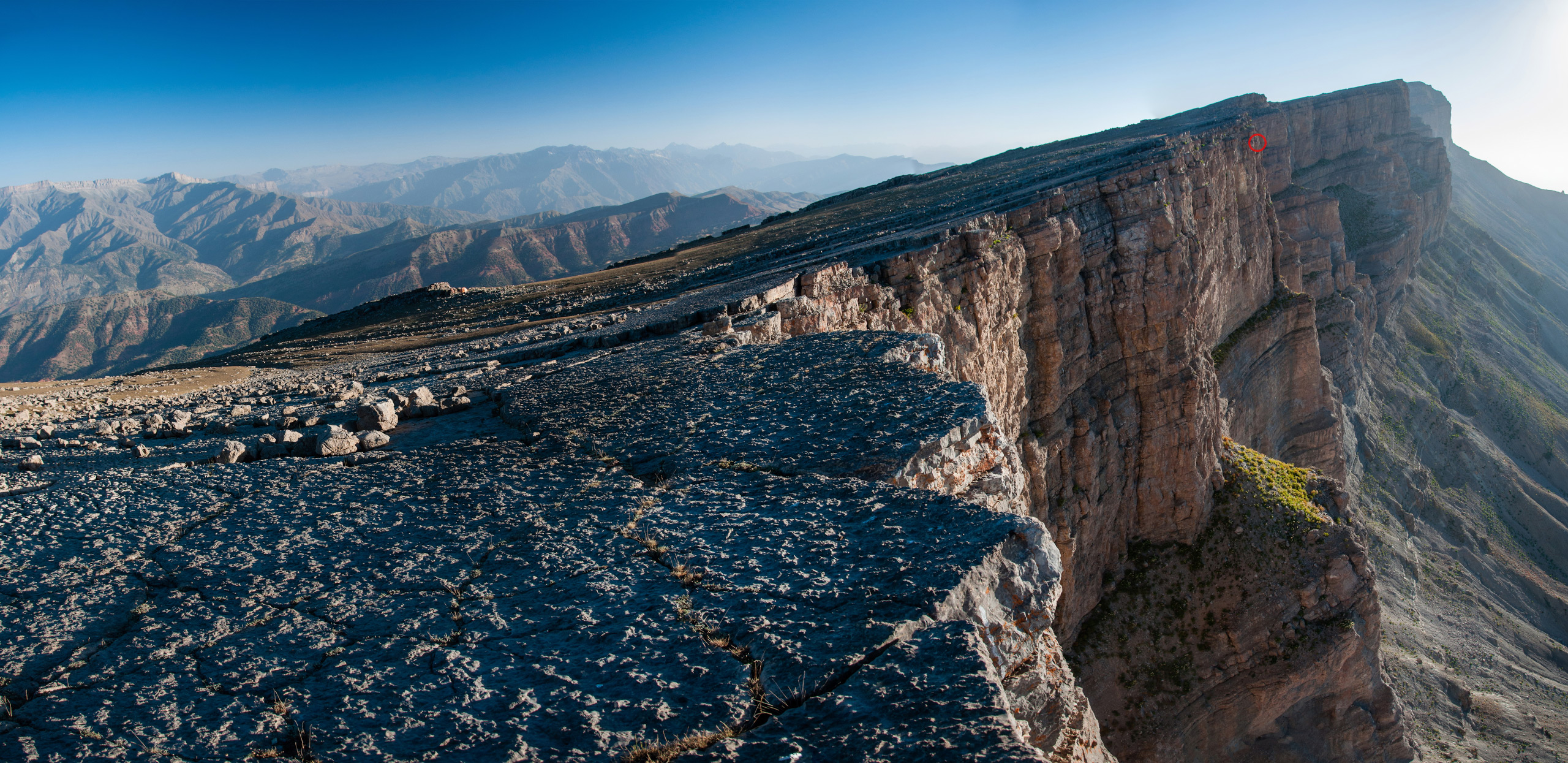
Chul-Bair-Gebirgskamm mit markiertem Höhleneingang, benannt nach Višnevskij

2015, im Todesjahr von Aleksandr Sergeevič Višnevskij, dem Leiter der SGS-Expeditionen zu Boybuloq von 1988 bis 1992 und von 1995 bis 2008, untersuchte ein SGS- und ASU-Suchteam von 7 Personen unter der Leitung von Vasilij Samsonov aus Orenburg systematisch den 3 km langen Abschnitt der 150–200 m hohen Wand, die den Kamm oberhalb von Boybuloq begrenzt. Sie entdeckten mehrere mögliche Höhleneingänge, alle 30–50 m unterhalb des Kamms. Der vielversprechendste war der Eingang ČB-15 (Chul-Bair 15) mit den Koordinaten 38° 22′ 27″ N, 67° 31′ 58″ O. Der Eingang ist eine 8 m hohe Grotte auf einer Höhe von 3522 m, 25 m unterhalb des Kamms, zugänglich durch Abseilen. Die Höhle setzte sich mit einer Serie kleiner Schächte fort, die durch enge Mäander verbunden waren. 400 Meter weit und 70 Meter tief stieß das Team auf einen engen Durchgang mit starkem Luftzug. Nach 4 Stunden Arbeit gelang der Durchbruch zu einem größeren Schacht, den sie für das nächste Jahr liegen ließen.
Ein Team aus sieben Personen, vier Russen und drei Italienern (La Venta Speleo-Club), nahm an der Baisuntau-Expedition 2016 teil und arbeitete in der Höhle. Aufgrund des langen Zugangs (drei Stunden) wurde ein Teil des Lagers auf den Kamm verlegt. Die Bedingungen dort waren schwierig: Wassermangel, starker Wind und niedrige Temperaturen bei Nacht. Das Team erweiterte den letzten engen Durchgang von 2015 und erreichte 15 m tiefer die Halle „Martens“. Diese setzte sich mit einem engen, hohen Mäander (3–30 m) und einem geneigten, rutschigen Abschnitt fort. Der 40 m tiefe Schacht am Ende erforderte 4–5 Stunden Kriechen vom Eingang. Am Boden wurde das Camp −168 eingerichtet. Nach weiteren engen Passagen, vertikalen und horizontalen Abschnitten, erreichten sie einen 12 m tiefen Schacht und schließlich einen größeren Mäander mit einem Bach. Wegen Zeitmangels mussten sie umkehren. Die Höhle erreichte eine Tiefe von 234 m und eine Länge von 1089 m.

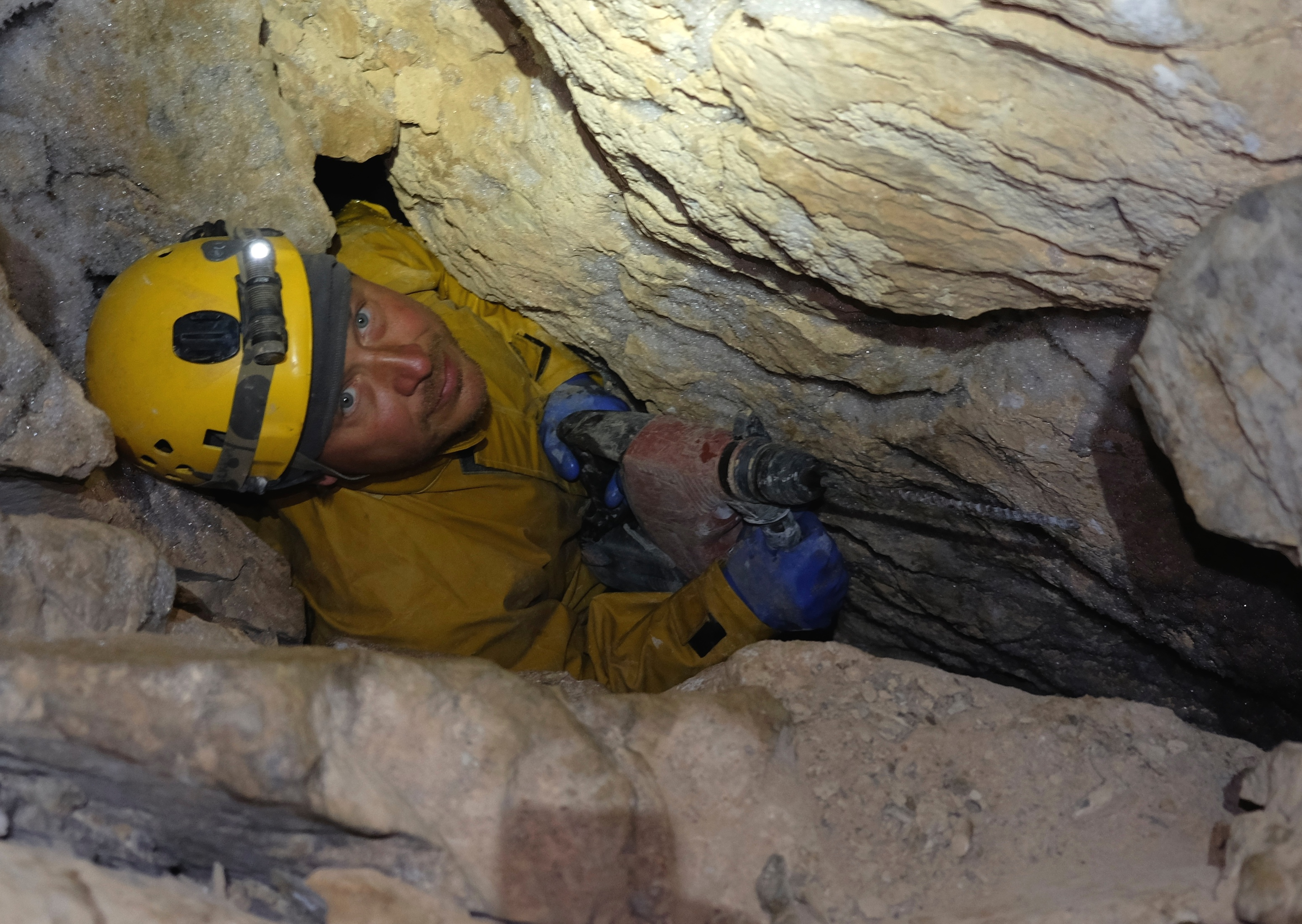
Georgij Sapožnikov erweitert einen Mäander in ČB-17, 2017

2017 errichtete ein Team von zehn Personen aus SGS und ASU ein Lager oberhalb der Höhle, 3500 m über dem Meeresspiegel. Nach einer kurzen Akklimatisierung richteten sie das unterirdische Camp −168 ein. Von dort aus drangen Sergej Terehin und Artur Abdjušev in einem Tag-und-Nacht-Vorstoß bis zum Siphon bei −735 m vor. Ein weiteres Camp, bestehend aus Hängematten, wurde eingerichtet. Der neu entdeckte Abschnitt ist ein Korridor, durchschnittlich 50 cm breit, mit einem Bach, in den vier (unerschlossene) Nebenflüsse münden. Die Vermessung erreichte eine Tiefe von 586 m und eine Länge von 2800 m. Sie zeigte, dass die Höhle in einem Winkel von 19 Grad stetig auf den neuen Ast von Boybuloq zusteuert, 70–100 m unter der Oberfläche. Eine präzise Vermessung des Oberflächenrückens wurde ebenfalls durchgeführt, um ein 3D-Modell der Höhle zu erstellen. Ein Teil des Teams suchte auf dem Plateau und entlang der Wand nach zusätzlichen Höhleneingängen, um den beschwerlichen Zugang zum Höhlenboden zu verkürzen. Dabei wurden interessante Höhlen wie Lunnaja (Mondhöhle), U istočnika (Am Ursprung) und Logovo entdeckt. Arbeiten in ČB-17 führten jedoch zu keiner Verbindung zur Višnevskij-Höhle.

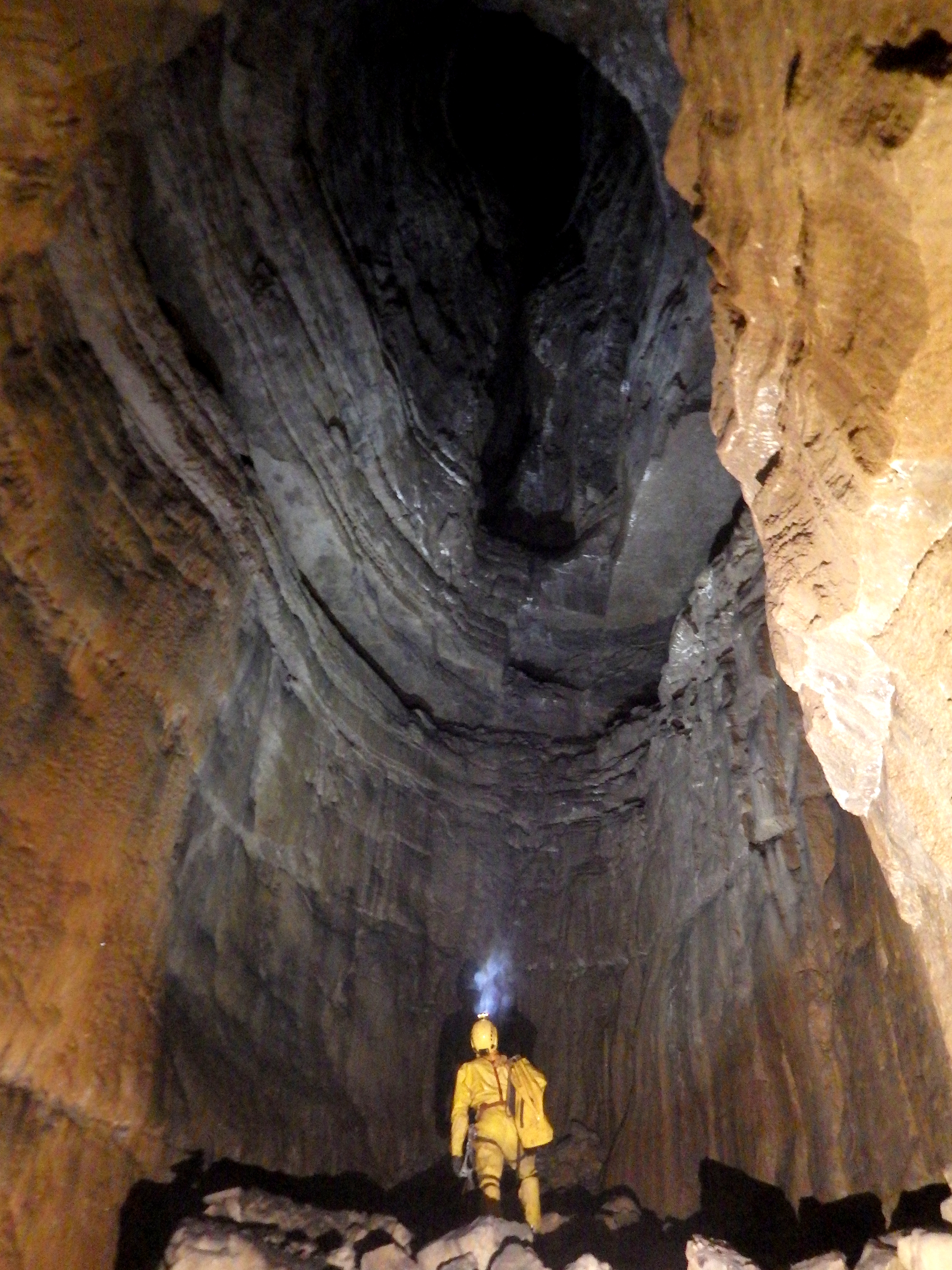
Lucas Baldo, Schacht bei −293 m

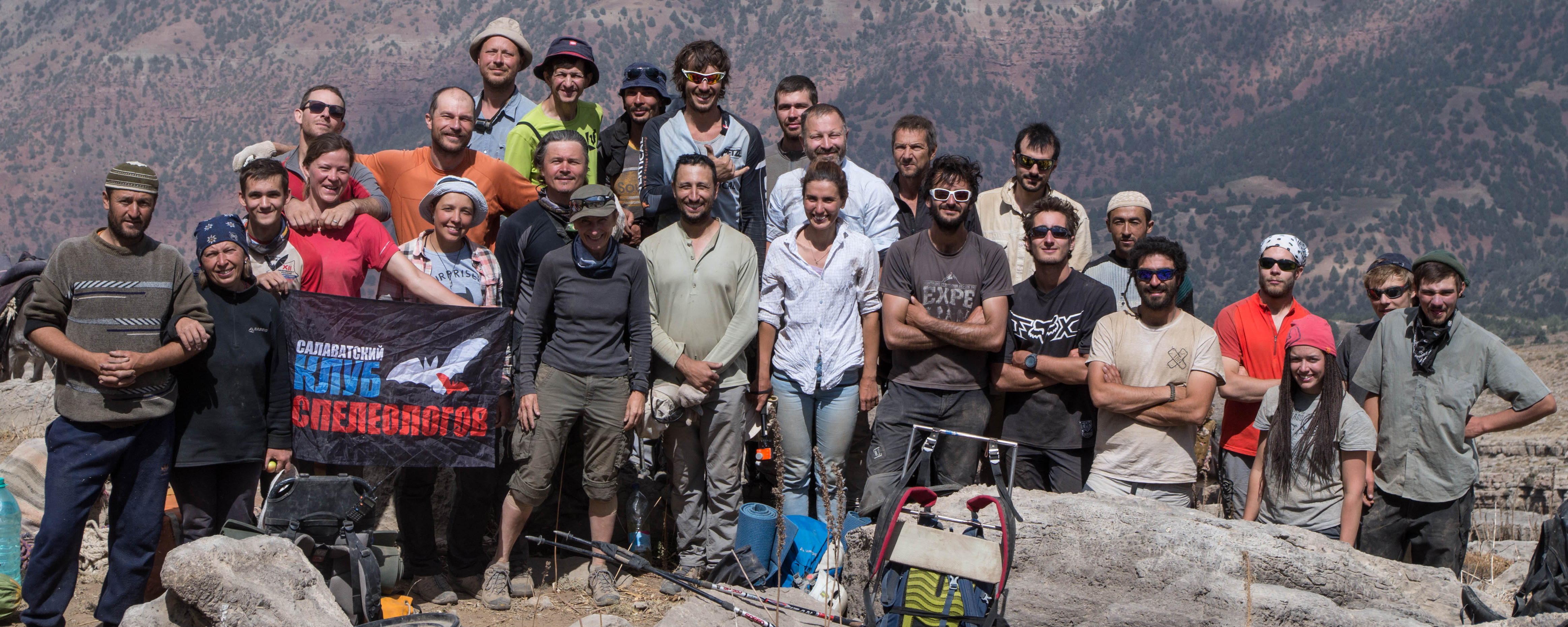
Chul-Bair 2018 Expeditionsteam

Ein internationales Team von 25 Personen (14 aus SGS und ASU, 8 aus Frankreich, 3 aus der Schweiz) erkundete 2018 nicht nur die Višnevskij-Höhle, sondern auch die Höhlen Boybuloq, Lunnaja und ČB-5. Sie errichteten ein Lager in 3000 m Höhe, eine Stunde vom Eingang der Višnevskij-Höhle und 1,5 Stunden von Boybuloq entfernt. In der Höhle wurden zwei Hängemattenlager auf −350 m und −600 m eingerichtet. In einem Seitentributär in der Nähe des unteren Lagers, der in entgegengesetzter Richtung anstieg, wurde eine kleine Galerie entdeckt, möglicherweise ein Hinweis auf eine Verbindung zu Boybuloq. Ein weiterer Nebenfluss enthielt einen 90 m hohen Schacht, Lucas Baldo, der bis auf 20 m an die Oberfläche heranreicht. Im Boybuloq-Canyon wurden Dinosaurier-Fußabdrücke gefunden, während in einem neuen Zweig dieser Höhle eine präzisere Vermessung durchgeführt wurde, um die Verbindung zur Višnevskij-Höhle besser zu lokalisieren. Insgesamt wurden 2500 m neue Tunnel in den Höhlen Višnevskij und Lunnaja kartiert.
Die Organisation der Expedition 2019 gestaltete sich schwierig, da es keine klare Fortsetzung der Höhle gab, insbesondere nicht um den Siphon herum. Als sich jedoch Höhlenforscher aus Moskau und Irkutsk dem Team der SGS und der ASU anschlossen, versammelte sich eine Gruppe von 15 Personen. Das Oberflächenlager wurde an einem bewährten Standort in der Nähe der Lunnaja-Höhle errichtet. Ein Viererteam, bestehend aus Evgenij Sakulin, Petr Kovešnikov, Anastasija Janina und Andrej Minogin, machte sich auf den Weg zum Höhlengrund, um dort ein „Camp Siphon“ einzurichten und nach einer Fortsetzung im aufsteigenden Zufluss in −600 m Tiefe zu suchen. Bereits am ersten Tag am Höhlengrund gelang es Evgenij und Anastasija, durch einen engen, halb überschwemmten Gang zu kriechen und einen Mäander hinter dem Siphon zu erreichen. Die Höhle setzte sich in der richtigen Richtung fort. Alle anderen Pläne wurden verworfen, und das Team, verstärkt durch Evgenij Rybka, Vasilij Samsonov und Vadim Loginov (es gab eine Telefonverbindung zwischen dem Lager und der Oberfläche), erkundete den neuen Abschnitt.
Es handelte sich um einen breiten Mäander mit einem Bach am Grund und 1–5 Meter tiefen Abstürzen. Nach einer Weile verschwand der Bach unter dem Tropfsteingrund in einem engen Gang, über dem die „Große Galerie“ (Big gallery) begann. Diese war trocken, die Decke senkte sich allmählich, der Tunnel wurde zum Kriechgang, der feste Boden ging in Lehm über und es wurde feucht. Dieser Abschnitt dauerte zwei Stunden, um ihn zu durchqueren. Der Gang wurde von einem neuen Mäander durchbrochen, in dessen Decke die „Große Einsturzhöhle“ (Big Collapse Hall) mündete. Der folgende Mäander war nicht breit und hatte einen kleinen Bach am Grund, der stellenweise von Tropfstein bedeckt war. Ein weiterer Zufluss kam von links hinzu.

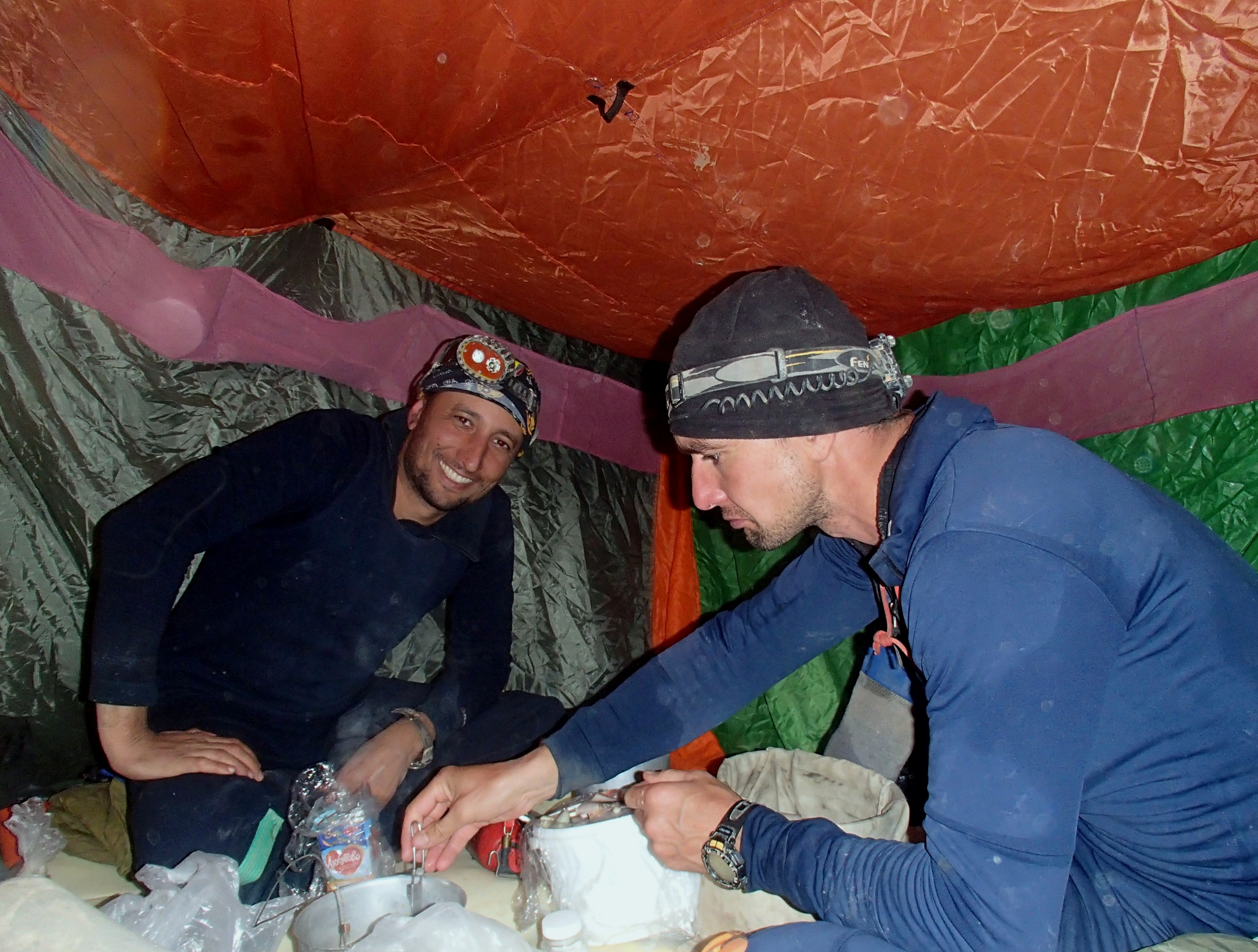
Vasilij Samsonov und Sergej Terehin im Lager bei −168 m, 2019

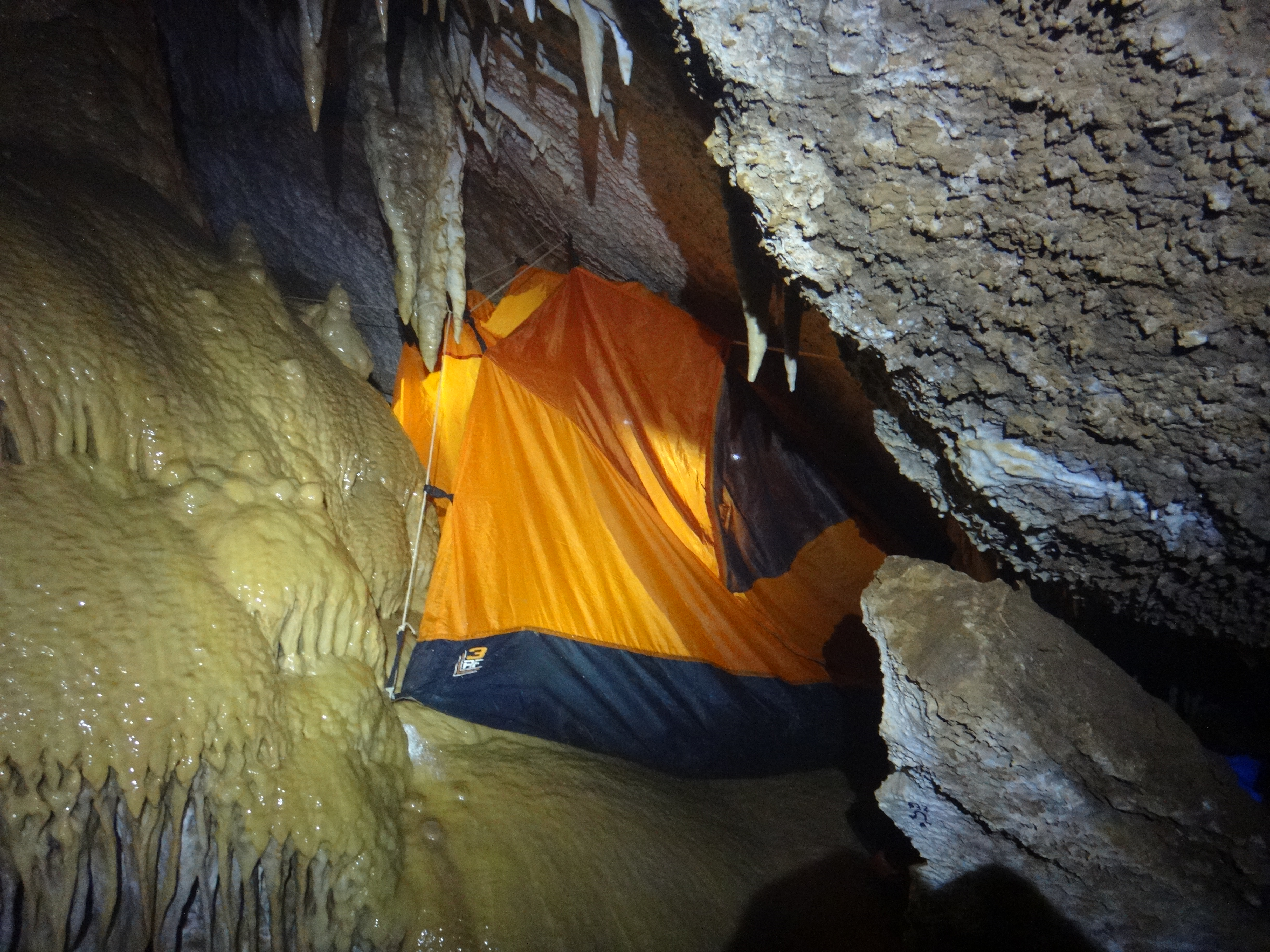
Lager „Gnezdo“ (Nest) bei −1049 m, 2019

Der Gang setzte sich mit einigen kleinen Abstürzen fort, die gesichert werden mussten. Der wunderschöne, farbige Mäander erhielt den Namen „Amber River“ (Bernsteinfluss) wegen der vielen Tropfsteingebilde. Von rechts kam ein größerer Zufluss, wahrscheinlich der Hauptbach, der vor der „Großen Galerie“ im Boden verschwunden war. Die Kreuzung wurde „Aquapark“ genannt, da man sie unter einer Dusche passieren musste. Links, unter der Decke des Mäanders, wurde auf einem kleinen Vorsprung das Lager „Gnezdo“ (Nest) eingerichtet. Es folgte ein noch größerer Mäander mit einem Bach von etwa 1 Liter pro Sekunde. Bald kam ein 12 Meter tiefer Abstieg, „Freerope“ genannt, gefolgt von Schächten mit 10, 8 und 12 Metern Tiefe, die ebenfalls gesichert werden mussten. Die Gruppe stoppte schließlich oberhalb eines weiteren 20 Meter tiefen Schachts, „50 m rope“ genannt. Dahinter war ein weiterer Schacht sichtbar. Es fehlten jedoch die Zeit, Seile und Anker, um weiterzumachen. Die Höhle verlief stetig in Richtung eines Kaskadenabschnitts im neuen Zweig von Boybuloq. Die Višnevskij-Höhle wurde auf eine Tiefe von 1131 m vertieft und auf eine Länge von 8004 m erweitert. Im Jahr 2019 wurden drei unterirdische Lager eingerichtet: bei −168 m, −614 m und −1049 m. Es wurden 2628 m neue Gänge vermessen und eine neue Tiefe von 438 m erreicht.
Der tiefste Punkt in der Višnevskij-Höhle lag 50 m vertikal (oben) und 200 m horizontal von Boybuloq entfernt. Eine Verbindung würde eine einzige Höhle mit einer Tiefe von 2033 m ergeben.

Höhlenprofil der Höhlen Boybuloq und Višnevskij mit Oberfläche

Aufgrund der COVID-19-Pandemie 2020 wurden die Pläne für eine größere Expedition auf das Chul-Bair-Gebirgsmassiv, insbesondere zur Višnevskij-Höhle, aufgeschoben.
Im Juni 2021 konnte eine Expedition mit 18 Teilnehmern aus Russland, Frankreich, Slowenien und Usbekistan organisiert werden. Im August wurde die Višnevskij-Höhle weiter erkundet. Nach dem Endpunkt von 2019 führten mehrere kleine Schächte zu einem 30 m tiefen Schacht. Am Grund folgten ein halb gefluteter Tunnel und mehrere Halb-Siphone, die zu einem großen Siphon mit einem Wasserstrom von 10 L/s führten. Es wurde kein trockener Umgehungsgang gefunden. Die Distanz zwischen Višnevskij und Boybuloq konnte auf 70 m verringert werden, beide Endpunkte blieben jedoch zu eng für eine Passage.
Während der Boybuloq-Expedition 2023 arbeiteten drei Teams in der Višnevskij-Höhle. Eine Gruppe erweiterte Engstellen Richtung Boybuloq und gewann 35 m, jedoch ohne Luftzug. Eine Klettergruppe erforschte Tunnel an den oberen Enden von Kaminen, stieß jedoch auf Sackgassen. Die dritte Gruppe versuchte, einen hängenden Siphon zu entwässern, erreichte jedoch nur eine teilweise Entleerung. Eine dauerhafte Verbindung zwischen den Höhlen wurde durch Nicola-Telefone hergestellt. Schallübertragungen zeigten, dass die Distanz wahrscheinlich weniger als 50 m beträgt. Die Višnevskij-Höhle erreichte eine Tiefe von 1283 m und eine Länge von 8,6 km.

## Höhle und die Welt
Die Entdeckungen in den Višnevskij- und Boybuloq-Höhlen während der Expeditionen von 2019 bis 2023 bestätigten die Annahme eines sehr tiefen, komplexen und weitverzweigten Hochgebirgshöhlensystems im Chul-Bair-Gebirgszug.
Weltweit gibt es 14 Berge über 8000 Meter Höhe – der erste wurde 1950 bestiegen, der letzte 1964. Doch es gibt nur zwei Höhlen, die tiefer als 2000 Meter sind. Beide sogenannten Superhöhlen, die letzten terrestrischen Grenzgebiete, erreichten diesen Status erst ein halbes Jahrhundert später: die Krubera-Voronja (2197 m tief) überschritt im Jahr 2004 nach 44 Jahren Erkundung die 2000-Meter-Marke, die Werjowkina (2212 m tief) im Jahr 2017, 49 Jahre nach ihrer Entdeckung. Die erwartete Verbindung der Boybuloq- und Višnevskij-Höhle würde sie zur dritten Höhle dieser Tiefe machen.
Im Jahr 2001 verlagerte sich der Standort der tiefsten Höhle der Welt von Mitteleuropa nach Abchasien im westlichen Kaukasus, wo sich 2020 die vier tiefsten Höhlen der Welt befanden. Das Potenzial, größere Tiefen zu erreichen, ist jedoch begrenzt, da die Höhleneingänge in den relevanten Kalksteinregionen, den Arabika- und Bzyb-Massiven, selten 2300 m übersteigen (die höchsten Gipfel sind der Mt. Arabika mit 2656 m und der Mt. Napra mit 2684 m).
Weitere vielversprechende Kalksteinregionen mit Potenzial für große Tiefen sind die Sierra Juárez, Oaxaca in Südmexiko mit der Chevé-Höhle, deren Kalksteinschicht über 2500 m dick ist, sowie das Aladağlar-Massiv in der Türkei mit der Kuzgun-Höhle, deren Kalksteinschicht 4000 m erreicht. Trotz jahrzehntelanger Bemühungen – über 40 Jahre in der Sierra Juárez und über 20 Jahre im Aladağlar-Massiv – konnten jedoch Tiefen von 1524 m bzw. 1400 m nicht überschritten werden.
All diese Fakten steigerten das Interesse an Boybuloq, Usbekistan und Zentralasien in der Höhlenforschung erheblich. Mehrere regionale Projekte wurden ins Leben gerufen, darunter:
Research of karst and the caves of mountain Baysun-Tau, 2020–2021, Karst on the Roof of the World (Pamir, Tajikistan), 2020–2021, Central Asian transboundary speleoproject, Speleological expedition Tuya-Muyun – 2021 (Foothills of the Alai ridge, Kyrgyzstan). Boybuloq und Chul-Bair wurden zudem in die Liste der touristischen Attraktionen Usbekistans aufgenommen.
Die Höhle wurde in einem Buch über den Besuch italienischer Höhlenforscher im Jahr 1989 beschrieben, in einem Bericht der BBC vorgestellt, in mehreren Kapiteln eines Buches des SGS-Teams dokumentiert, und sie ist das Hauptthema eines Romans eines Teammitglieds.